# Metaleptobasis diceras
Metaleptobasis diceras – gatunek ważki z rodziny łątkowatych (Coenagrionidae). Występuje w Ameryce Południowej – od Wenezueli i Trynidadu po Brazylię i wschodnie Peru.